# La Gioconda (film)
Pour les articles homonymes, voir Gioconda.
Pour plus de détails, voir Fiche technique et Distribution.
La Gioconda est un « film-opéra » réalisé par Giacinto Solito (it) sorti en 1953. Il est tiré de l’œuvre La Gioconda de  Amilcare Ponchielli d'après le livret de  Arrigo Boito.
Le film a été tourné à Venise dans les studios de Scalera Film. Les morceaux musicaux sont exécutés par Giuseppe Campora et chantés par le baryton  Antonio Manca Serra. Le film est inscrit au Pubblico Registro Cinematografico sous le n° 1.256, et le visa de censure n° 15.207 du 19 octobre 1953.

## Fiche technique
- Titre : La Gioconda
- Réalisation : Giacinto Solito (it)
- Sujet : Arpad De Riso, Vana Arnould, Giacinto Solito
- Scénario : Arpad De Riso, Vana Arnould, Giacinto Solito
- Producteur : Angelo Proia
- Maison de production : O.C.I.
- Distribution :  Italie Indipendenti Regionali
- Photographie : Arturo Gallea
- Montage : Giacinto Solito
- Musique : Amilcare Ponchielli
- Scénographie :	Mischa Scandella
- Costumes : Maria De Matteis, Marilù Carteny
- Maquillage : Piero Mecacci
- Format : Sonore - Noir et blanc
- Genre: Musical
- Pays de production : Italie
- Année sortie : 1953[2].

## Distribution
- Alba Arnova : Gioconda,
- Elena Kleus : Laura Adorno
- Peter Trent : Alvise Badoero
- Paolo Carlini : Enzo Grimaldo
- Stanislao Cappello : le doge
- Vittorio Vaser : Barnaba
- Gino Scotti : Jacopo
- Vira Silenti :
- Michel Sorel
- Pina Cei